# Microregione di Tefé
Tefé è una microregione dello Stato di Amazonas in Brasile, appartenente alla mesoregione di Centro Amazonense.

## Comuni
Comprende 3 municipi:
- Alvarães
- Tefé
- Uarini